# Borgward

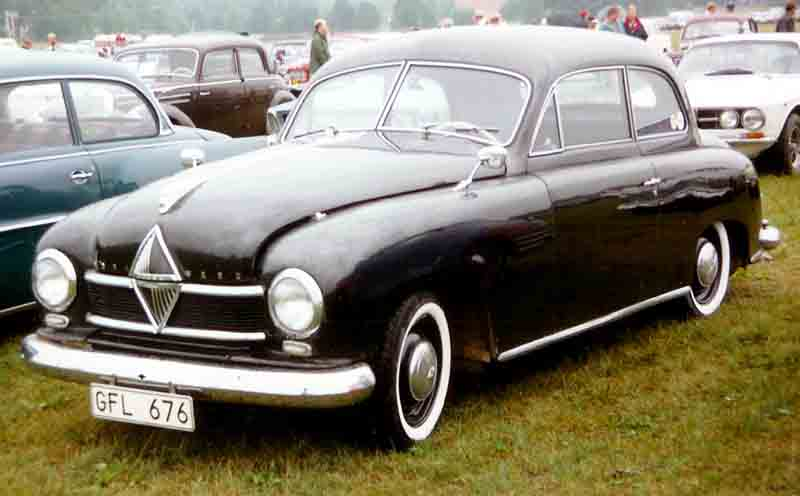
Borgward Hansa 1500 (1950)

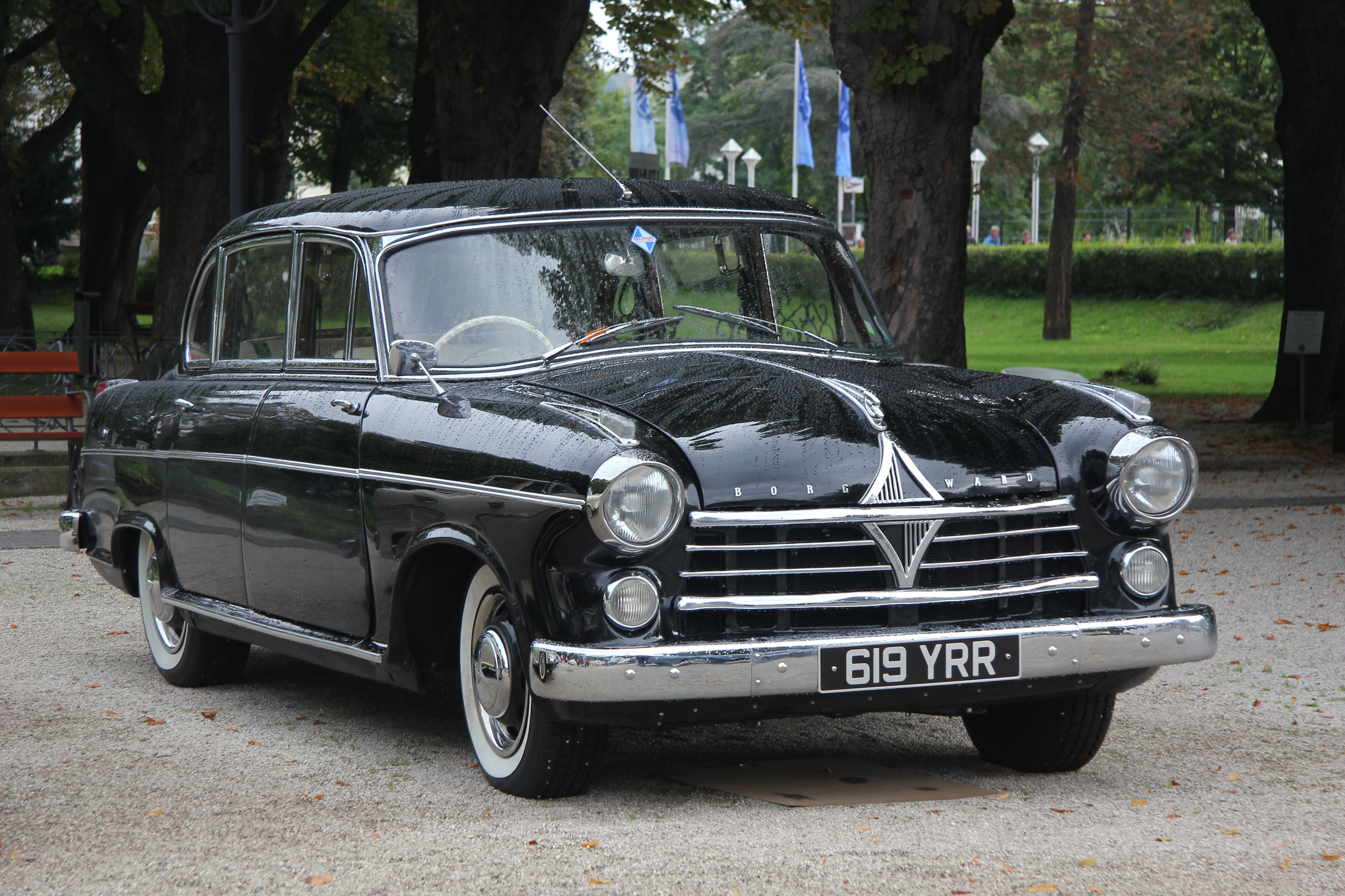
Borgward Hansa 2400 II

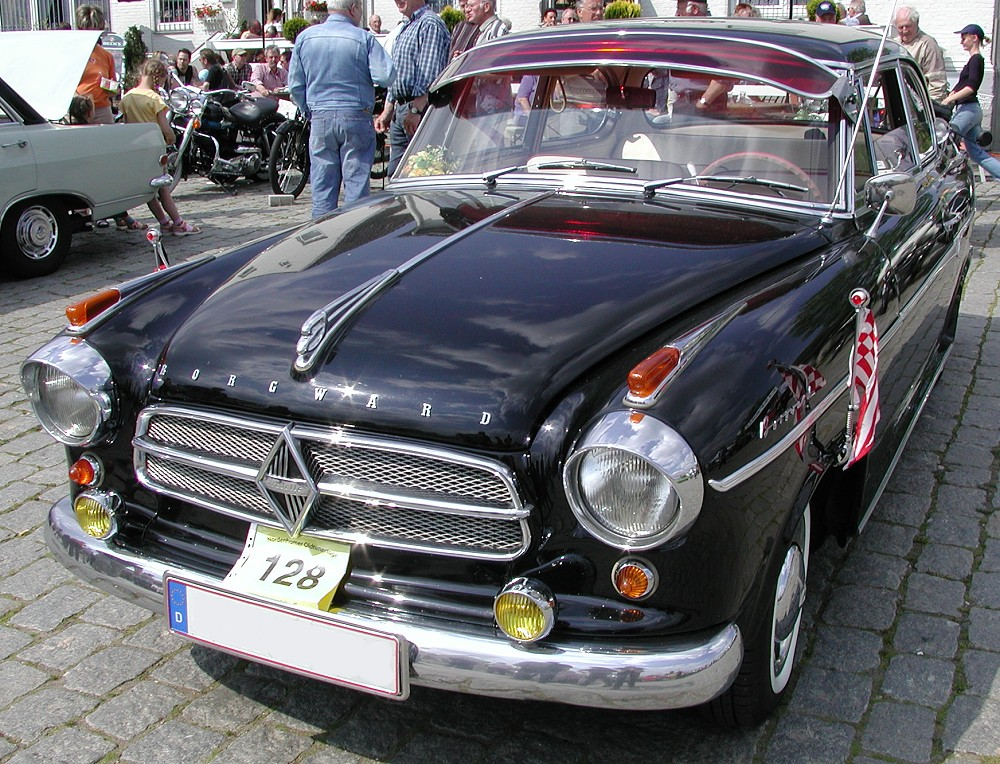
Borgward Isabella TS Deluxe

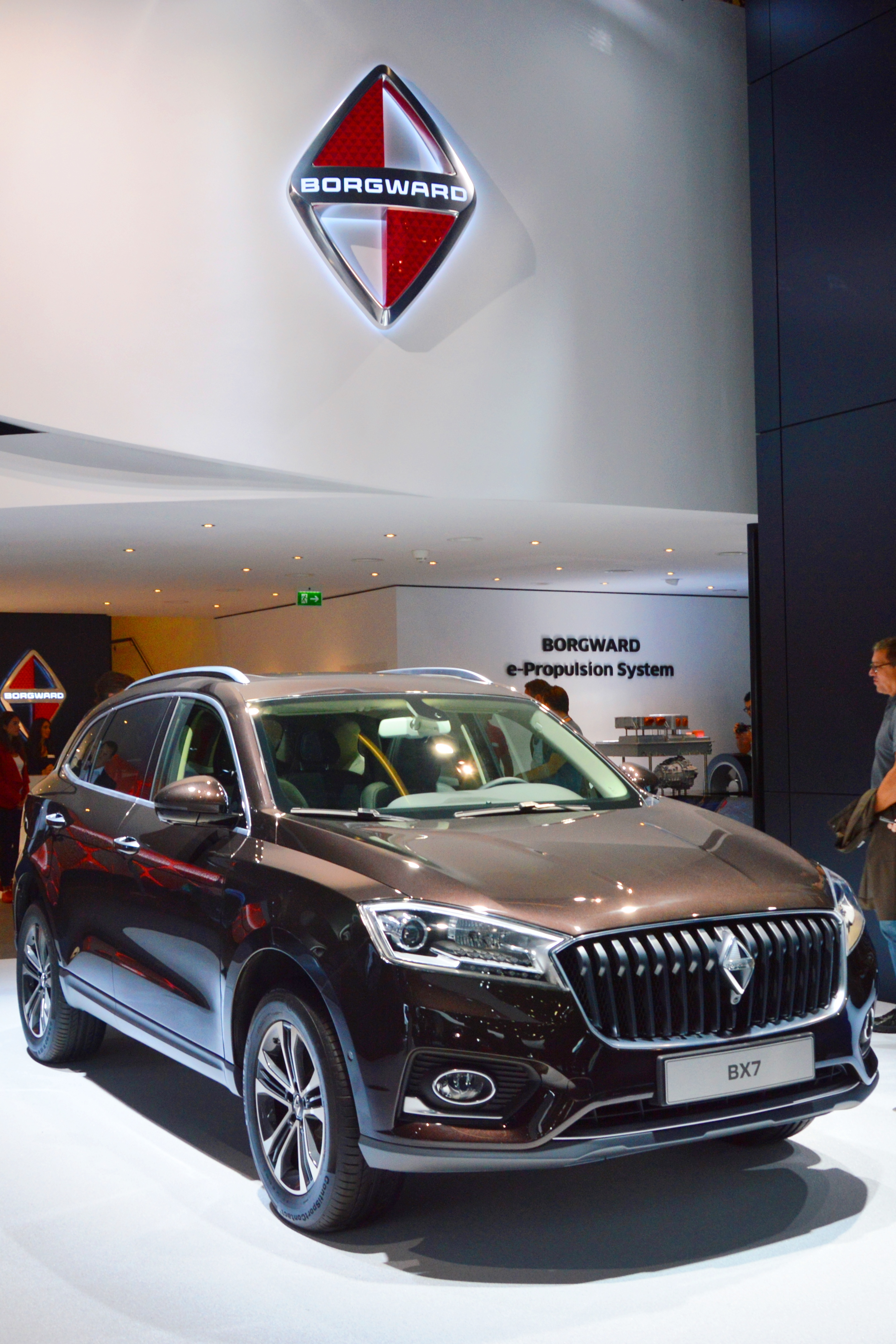
Borgward BX7 op de IAA 2015

Borgward was een Duits automerk dat van 1939 tot 1963 heeft bestaan. Het was verbonden aan verschillende door Carl Borgward opgerichte bedrijven, die in Bremen waren gevestigd. Even was Borgward de op een na grootste automaker van de Bondsrepubliek Duitsland. In totaal werden iets meer dan een miljoen auto's geproduceerd.  

## Geschiedenis
Aanvankelijk bouwde Borgward zijn auto's alleen onder de naam Goliath, later ook onder de namen Hansa en Lloyd (bedrijven die hij overnam), en vanaf 1939 bouwde hij ook onder eigen naam. De eerste Borgward was de Borgward Hansa 1500 (1949). Het grote model was de Borgward Hansa 2400 (vanaf 1952). De bekendste en meest populaire Borgward was de Borgward Isabella.
In 1961 ging de Borgward-groep spectaculair ten onder. De Amerikaanse importeur ging failliet, waardoor Borgward met een overschot kwam te zitten. Het Duitse weekblad Der Spiegel schreef in januari 1961 een artikel over de "slechte" financiële situatie bij Borgward. Het bedrijf had in 1960 30 miljoen DM moeten lenen, waar de senaat van Bremen borg voor stond. Vele orders werden geannuleerd, met als gevolg dat er nog grotere voorraden ontstonden. Het gerucht ging dat het hier een samenzwering betrof tussen de Deutsche Bank en de Daimler-Benz AG, maar bewijs hiervoor is nooit gevonden. Op 4 februari 1961 werd Carl Borgward voor de keus gesteld: in surseance gaan, of alle eigendom van de Borgward-groep overdragen aan Bremen. Borgward koos voor het laatste. In 1965 publiceerde hetzelfde Der Spiegel dat het bedrijf nooit failliet had hoeven gaan. Volgens de huidige maatstaven was het ook geen echt faillissement, omdat alle schuldeisers netjes werden betaald. Er werden iets meer dan een miljoen voertuigen gemaakt. Tegenwoordig worden in de voormalige fabriek van Borgward auto's van Mercedes-Benz gemaakt.

## Comeback
Christian Borgward en Carl F.W. Borgward, kleinzonen van de oprichter, hebben geprobeerd het merk nieuw leven in te blazen. Dit maakten ze in maart 2015 bekend op de autosalon te Genève, waar het eerste model, de BX7 werd gepresenteerd. De auto's werden in de Volksrepubliek China gefabriceerd door Beiqi Foton Motor. Op de Salon van Genève 2016 werden de modellen BX5 en BX6 TS gepresenteerd. Halverwege 2016 werd de BX7 op de Chinese markt gebracht. In 2017 bestond het modellenassortiment uit de BX7 TS Limited Edition, BX7 en BX5. Er loopt nog het PROJEKT BX6 SUV coupe concept, het Borgward Isabella concept en het Borgward project BXi7. 
In 2016 werden drie prijzen aan Borgward uitgereikt: de Red Dot Award (voor ontwerp), Plus X Award (voor ontwerp, kwaliteit, ergonomie en functionaliteit) en de German Design Award 2016 (voor innovatieve producten en projecten, hun fabrikanten en ontwerpers, die baanbrekend zijn in het Duitse en internationale designlandschap). 
In 2017 ontving Borgward de German Design Award 2018 voor de elektrische uitvoering van de BX7.
In april 2022 vroeg het Chinees-Duitse Borgward opnieuw faillissement aan, door tegenvallende verkopen.